# Counting Crows
Counting Crows (c англ. — Подсчёт ворон)  — американская рок-группа из Беркли (Калифорния). Образована в 1991. Свою популярность приобрела в 1994, вскоре после выпуска в 1993 году дебютного альбома August and Everything After, который включал хит «Mr. Jones».
Влияние на группу в разное время оказывали: Ван Моррисон, R.E.M., Mike + The Mechanics, Nirvana, Боб Дилан, и The Band. В 2004 году группа была номинирована на Оскар за песню «Accidentally in Love», к фильму Шрек 2.
Согласно статистике официального сайта группы, Counting Crows продали более 20 миллионов пластинок по всему миру.

## История

### Образование
Певец Адам Дьюриц (Adam Duritz) (бывший участник группы The Himalayans из Сан-Франциско) и продюсер/гитарист Дэвид Брайсон (David Bryson) образовали Counting Crows в Сан-Франциско в 1991. Помимо опыта работы с The Himalayans, Duritz принимал участие и в записи других групп Области заливов Сан-Франциско: Sordid Humor («Barbarossa»), но не являлся их членом.

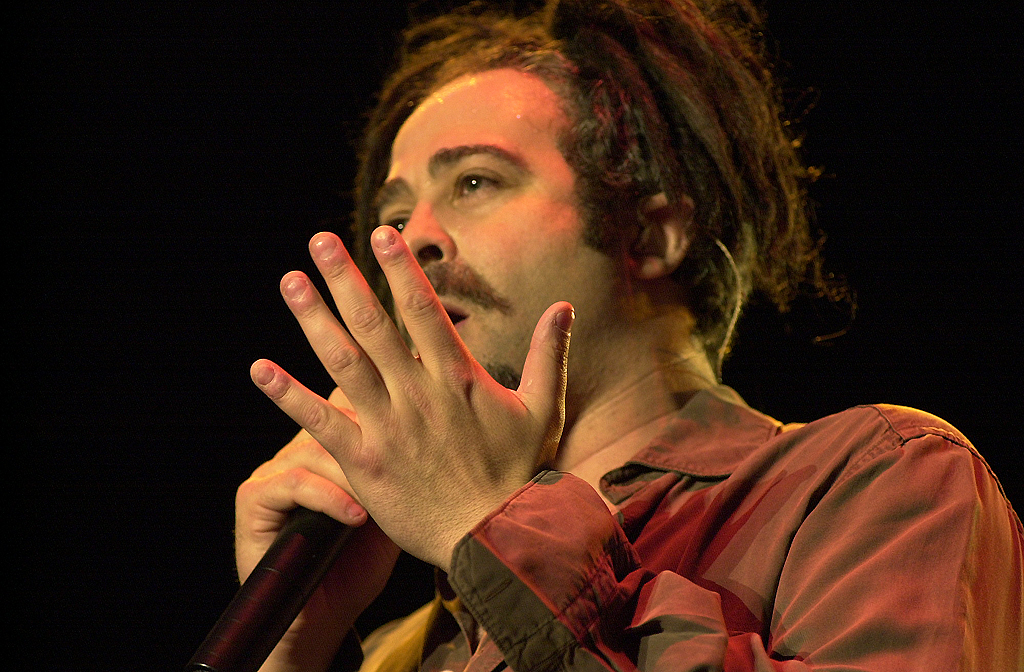
Вокалист Адам Дьюриц

Counting Crows начинали как акустический дуэт, выступая на различных музыкальных мероприятиях в окрестностях Беркли и Сан-Франциско. Иногда с ними играл их друг, гитарист Дэвид Иммерглюк (David Immerglück), но официально не числился в группе. Когда позже группа дополнилась другими участниками и стала записывать демо и первый альбом, Иммерглюк тоже принимал участие, но отказался от предложения вступить в группу, так как в тот момент участвовал в двух других местных группах Monks of Doom и Camper Van Beethoven.
К 1993 году сформировался устойчивый состав группы: Дюриц в роли вокалиста, пианиста и автора песен, Брайсон в роли гитариста, Мэтт Мэлли (Matt Malley) на бас-гитаре, Чарли Гиллингхэм (Charlie Gillingham) в роли клавишника, и Стив Боуман (Steve Bowman) на ударных. Группа стала систематически выступать на сценах Области заливов Сан-Франциско. В это же время группа заключила контракт со звукозаписывающей компанией Geffen Records. 16 Января, 1993, ещё не очень известная группа выступала на разогреве Van Morrison на церемонии в Rock & Roll Hall of Fame. Они исполняли кавер-версию песни Van Morrison’s «Caravan».

### Демозаписи

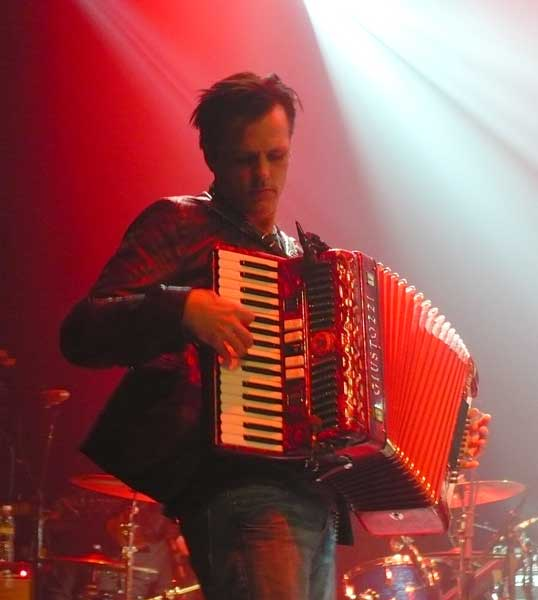
Чарли Гиллингхэм

До заключения контракта с Geffen группа записала демо-версии некоторых песен, которые затем вышли под названием 'Flying Demos' и разошлись между фанатами, среди них были: «Rain King», «Omaha», «Anna Begins», «Einstein on the Beach (For an Eggman)», «Shallow Days», «Love and Addiction», «Mr. Jones», «Round Here», «40 Years», «Margery Dreams of Horses», «Bulldog», «Lightning», и «We’re Only Love».
Некоторые из этих песен были потом доработаны и перезаписаны для дебютного альбома группы +August and Everything After.

### История названия
Название происходит от считалки, которую Дьюриц услышал однажды в фильме «Знаки жизни»(1989). Фрагмент этой считалки можно услышать в песне «A Murder of One»: '
'«Well I dreamt I saw you walking up a hillside in the snow.
 Casting shadows on the winter sky as you stood there, counting crows.
 One for sorrow, two for joy.
 Three for girls and four for boys.
 Five for silver, six for gold. 
Seven for a secret never to be told.»

### Коммерческий успех (August and Everything After)

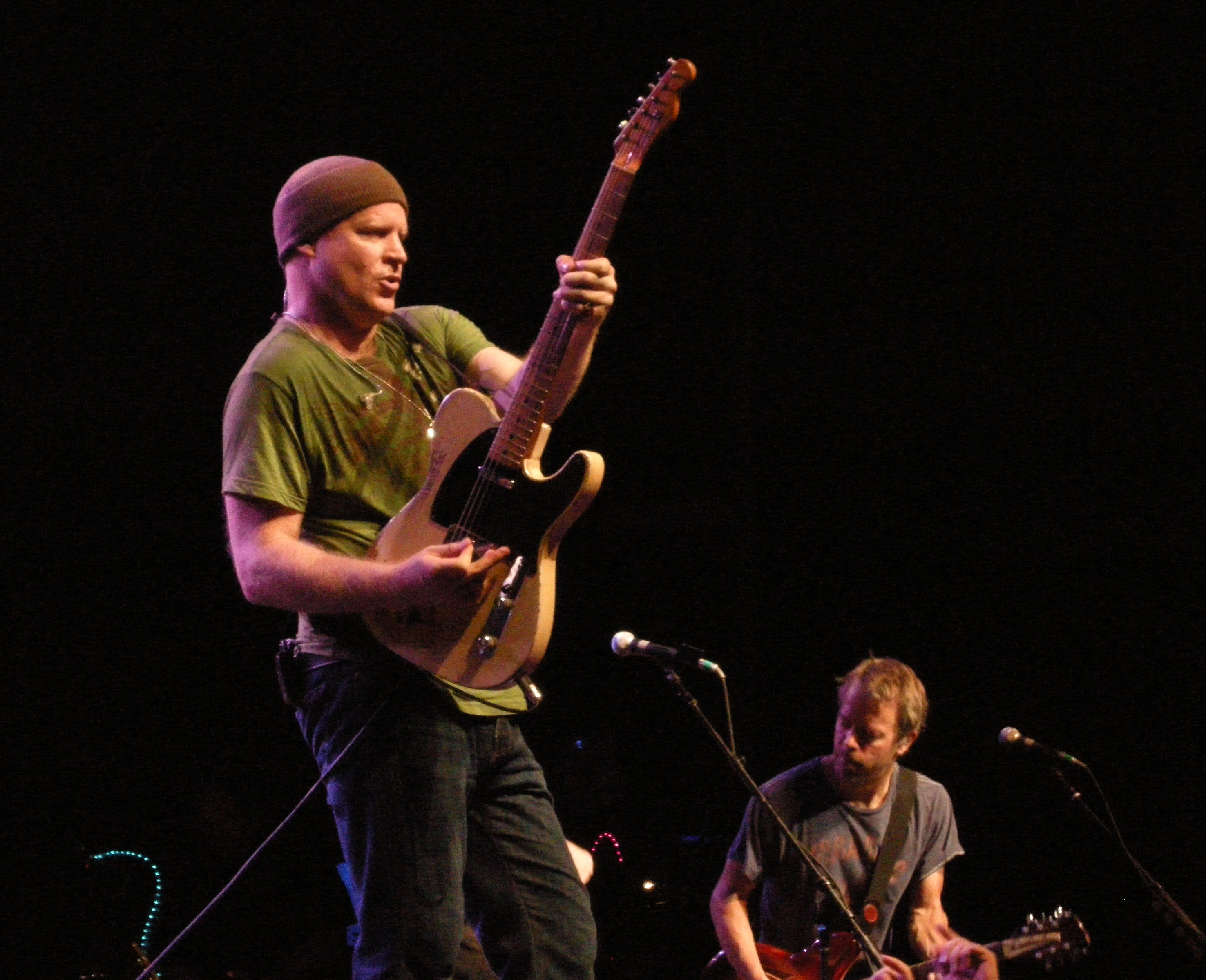
Дэн Викри, Дэвид Брайсон

С самого начала Counting Crows акцентировали своё внимание на live-выступлениях. Дебютный альбом вышел в конце 1993 года. Группа много выступала в 93-94 как на самостоятельных концертах, так и совместно с такими исполнителями, как: Cracker, the Cranberries, Suede, Bob Dylan, Los Lobos, Jellyfish, и Midnight Oil. Первый сингл "Mr. Jones, " посвященный басисту The Himalayans, который был другом детства Дьюрица. Дьюриц получал удовольствие от пения, мечтая о большой славе. Однако такого не мог предсказать даже он. Всего через несколько месяцев, в декабре 1993, MTV стало транслировать их клип, их песни стали звучать со всех радиостанций, а альбом August and Everything After стал самым быстро-распродаваемым со времен Nirvana' Nevermind. Они стали получать хвалебные отзывы отRolling Stone Magazine и других изданий. Тогда они решили, что пора найти ещё одного гитариста, им стал Dan Vickrey, выполняющий также роль бэк-вокала. В 1994 группа появилась на Saturday Night Live и Late Show with David Letterman, а также провела совместный тур с The Rolling Stones. Альбом был распродан тиражом более 7 миллионов экземпляров, однако успех не оказался легким для группы. Её покинул барабанщик Steve Bowman, а у Дьюриц стал переживать нервные срывы и депрессии которые были уже не первые.

### Recovering the Satellites
Группа дала всего два концерта в 1995. Это позволило Duritz написать ряд песен для нового альбома, Recovering the Satellites. Выпущенный 15 октября 1996 года он был тяжелее по звучанию, чем первый (возможно из-за добавления второго гитариста). Альбом был проникнут размышлениями солиста о быстро нахлынувшей славе, из-за которой ему стало тяжелее общаться с семьей, бывшими друзьями и самим собой.
В июле 1997, после почти непрерывного 9-ти месячного тура в поддержку второго альбома, у Duritz начались проблемы со связками, и группе пришлось приостановить выступления. Однако затем группа продолжила и в том числе дала концерт в Hammerstein Ballroom, New York, который был выпущен как Across a Wire: Live in New York City. Диск был двухсторонним, и вторую его часть занимал акустический концерт группы во время шоу на VH1 Storytellers.

### This Desert Life
В 1999 Counting Crows выступили на Woodstock 99. Позднее в этом же году группа выпустила This Desert Life, коммерческий успех которого был обеспечен использованием песен «Hanginaround» и «Colorblind» в фильме «Жестокие игры» Турне в поддержку этого альбома группа провела совместно с альтернативной рок-группой Live.
Перед этим альбомом группы пригласила своего старого друга David Immerglück снова принять участие в записях и выступлениях, и он наконец-то стал официальном членом группы.

### Hard Candy
9 июля 2002 группа выпустила свой четвёртый студийный альбом Hard Candy.

### New Amsterdam: Live at Heineken Music Hall
В июле 2006 года группа выпустила New Amsterdam: Live at Heineken Music Hall.

### Разрыв контракта с Geffen
22 марте 2009 года Duritz сообщил на официальном сайте о намерении разорвать отношение со своей звукозаписывающей компанией Geffen Records (после более 18 лет совместной работы). Через несколько недель он разместил на сайте для свободного скачивания кавер-версию песни Мадонны «Borderline.» Песня была записана во время живого выступления в Royal Albert Hall в 2003.

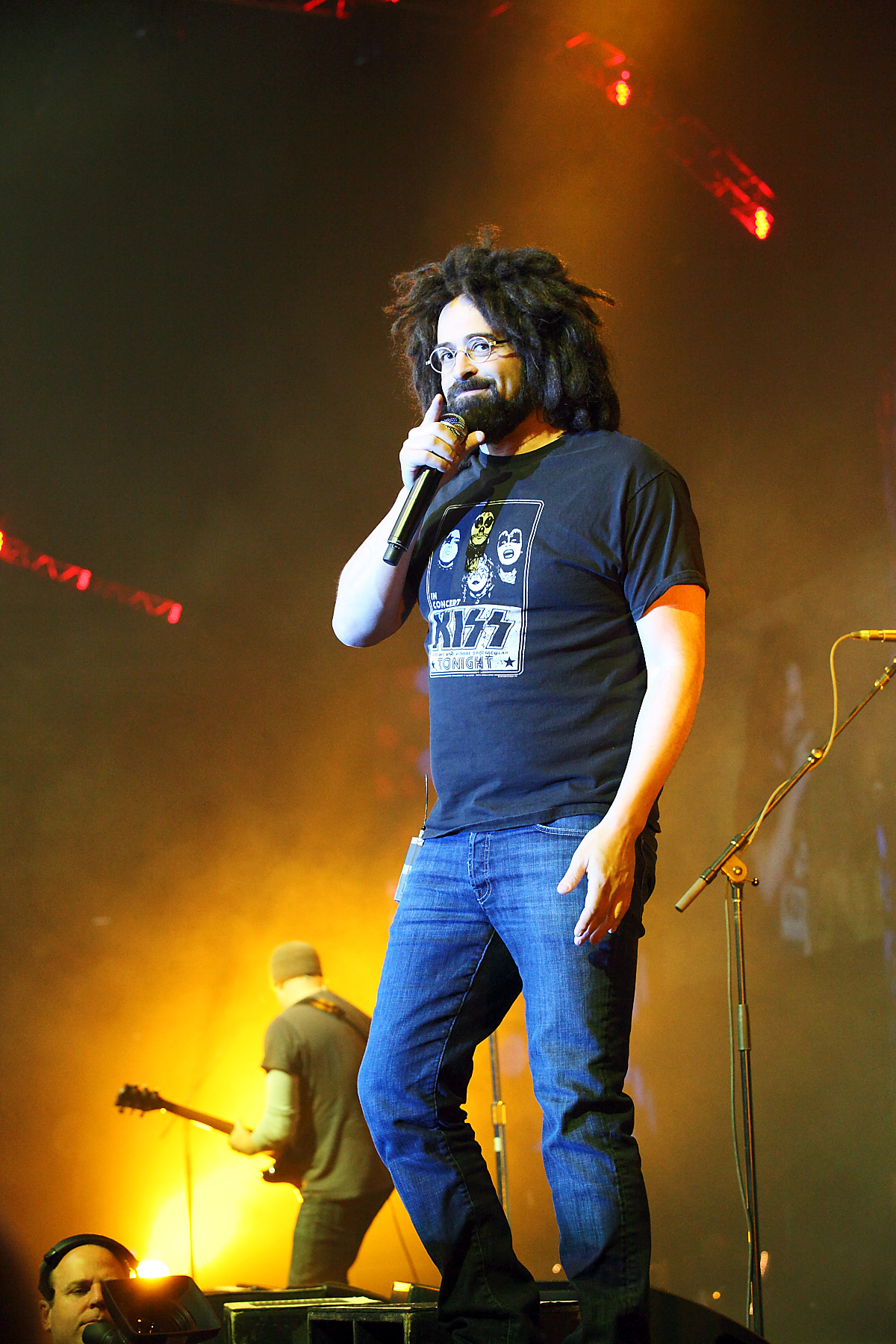
Выступление Дьюрица с группой в Мае 2010. Фото Дэвида Элмса

## Участники группы
Действующие участники
- Адам Дьюриц (Adam Duritz) (вокал, фортепиано) (1991-по настоящее время)
- Дэн Викри (Dan Vickrey) (гитара, вокал, банджо) (1994-по настоящее время)
- Миллард Пауэрс (Millard Powers) (бас-гитара, контрабас, фортепиано, вокал) (2005-по настоящее время)
- Джим Богиос (Jim Bogios) (ударная установка, вокал) (2002-по настоящее время)
- Дэвид Брайсон (David Bryson) (гитара, вокал) (1991-по настоящее время)
- Чарли Гиллингхэм (Charlie Gillingham) (аккордеон, кларнет, клавишные, фортепиано) (1992-по настоящее время)
- Дэвид Иммерглюк (David Immergluck) (педальная стил-гитара, банджо, клавишные, вокал) (1999-по настоящее время)

Бывшие участники
- Марти Джонс (бас-гитара) (1991—1992)
- Стив Боуман (Steve Bowman) (ударная установка) (1991—1994)
- Бен Майз (Ben Mize) (ударная установка, вокал) (1994—2002)
- Мэт Мэлли (Matt Malley) (бас-гитара, вокал) (1992—2005)

## Дискография
- 1993: August and Everything After
- 1996: Recovering the Satellites
- 1999: This Desert Life
- 2002: Hard Candy
- 2008: Saturday Nights & Sunday Mornings
- 2012: Underwater Sunshine
- 2014: Somewhere Under Wonderland